# Homalota nitens
Homalota nitens är en skalbaggsart som beskrevs av Mäklin 1852. Homalota nitens ingår i släktet Homalota och familjen kortvingar. Inga underarter finns listade i Catalogue of Life.